# Jessica Mulligan
Jessica Mulligan ist eine Spieldesignerin und Autorin, die einen bedeutenden Einfluss auf die Entwicklung von Online-Spielen hatte. In Branchenkreisen zählt sie zu den wichtigsten Wegbereiterinnen für die Akzeptanz virtueller Welten.

## Karriere
Jessica Mulligan arbeitete seit 1984 in der Spieleindustrie, als sie als Beta-Testerin für Spectrum HoloByte, Epyx und andere Firmen tätig war. Von 1985 bis 1986 arbeitete sie im Gegenzug für einen kostenlosen Zugang zum Online-Dienst GEnie von General Electric als ehrenamtliche File Librarian des Apple II RoundTable innerhalb des Netzwerks. Nach ersten Erfahrungen mit dem dort zugänglichen Online-Spiel Stellar Warrior, die zur mehrfachen Deaktivierung ihres Online-Accounts aufgrund exzessiven Spielens führte, entwickelte sie das erste Play-By-Mail Weltraum-Strategiespiel The Rim Worlds War, das ausschließlich über Chat und E-Mail gespielt wurde und das erste Spiel dieser Art auf einem kommerziellen Online-Dienst darstellte. 1987 erhält sie eine Anstellung bei Quantum Computer Services (dem späteren AOL) und initiierte dort 1988 die Entwicklung einer Onlineadaption des Rollenspiels Advanced Dungeons & Dragons. Das Spiel kam schließlich 1991 unter dem Titel Neverwinter Nights auf den Markt.
1989 wurde Mulligan Games Product Manager bei GEnie. In der frühen Zeit des Internets gilt sie damit als eine der Hauptverantwortlichen für die Akzeptanz Virtueller Welten bei Online-Diensten wie AOL und GEnie und brachte damit maßgeblich textbasierte Online-Rollenspiele wie MUDs auf den Weg, die den Grundstein für die weitere Entwicklung auf diesem Gebiet legten.
Jessica Mulligan arbeitete als ausführende Produzentin des 1999 erschienenen Spiels Asheron’s Call sowie als kreative Leiterin der Erweiterung Asheron's Call: Throne of Destiny. Zwischen 1997 und 2003 verfasste Mulligan die humorvolle Online-Kolumne Biting the Hand über die Spieleindustrie. 2015 war sie Game Director des Spiels Pyramid Raid.

## Mitarbeit (Auswahl)
- The Rim Worlds War, Autor und Designer
- Themis Group, Präsidentin
- MM3D, Operative Director
- Asheron's Call: Throne of Destiny, Executive Producer und Creative Director
- The Saga of Ryzom, Executive Producer sowie Consultant für Nevrax[11]

## Bibliografie
- mit Lawrence T. Russell: Joint Strike Fighter: The Official Strategy Guide. Prima Publishing, 1998.
- mit Bridgette Patrovsky: Developing Online Games. An Insiders Guide. New Riders Games, 2003, ISBN 1-59273-000-0